# Márok
Márok – wieś i gmina w południowej części Węgier, w pobliżu miasta Siklós, niedaleko granicy chorwackiej.
Administracyjnie Márok należy do powiatu Siklós, wchodzącego w skład komitatu Baranya i jest jedną z 53 gmin tego powiatu.

## Historia
Po raz pierwszy nazwa miejscowości została wymieniona w 1328.

## Zabytki
- rzymskokatolicki kościół pod wezwaniem św. Szymona i Judy Tadeusza z 1793.